# Litoria wisselensis
Litoria wisselensis (tên tiếng Anh: Wissel Lakes Treefrog) là một loài ếch thuộc họ Pelodryadidae.
Đây là loài đặc hữu của Tây Papua, Indonesia.
Môi trường sống tự nhiên của chúng là hồ nước ngọt, hồ nước ngọt có nước theo mùa, và vùng nhiều đá.